# Haide Giri
Haide Delia Giri (sinh 1952) là một cựu Thượng nghị sĩ Argentina đại diện tỉnh Córdoba. Bà là thành viên của Đảng Công lý Argentina.
Giri sinh ra và lớn lên tại thành phố General Pico, tỉnh La Pampa, cô chuyển đến Córdoba khi còn trẻ để học tại trường Đại học. Bà tốt nghiệp bác sĩ phẫu thuật tại Khoa Khoa học Y tế của Đại học Quốc gia Córdoba, một danh hiệu mà sau đó được Đại học Madrid đồng chứng thực.
Trong khoảng thời gian từ năm 1974 đến 1976, bà là Thư ký Hành động Xã hội tại Hội đồng Thành phố Córdoba. Năm 1993, bà được bầu làm Thượng nghị sĩ tỉnh cho Bộ Thủ đô và thành lập một nhóm nghị sĩ riêng cho đến khi kết thúc nhiệm vụ năm 1997.
Hai năm sau, Giri gia nhập Bộ Y tế của tỉnh Córdoba với tư cách là Giám đốc Hành động Xã hội và Giám đốc Đơn vị Hỗ trợ của Chương trình Hỗ trợ Tích hợp của Córdoba (PAICor), phụ thuộc vào Bộ trưởng Chính phủ. Năm 2001, cô được bổ nhiệm làm Tổng Giám đốc Y tế. Cùng năm này, Giri đảm nhận vị trí Bộ trưởng Y tế của tỉnh và sau đó là Bộ trưởng Y tế của Thành phố Córdoba. Năm 2002, bà được chỉ định làm Tổng thư ký cho Chính phủ của tỉnh Córdoba.
Vào tháng 7 năm 2003, Giri được bổ nhiệm làm Chủ tịch của DACYT cho đến tháng 12 cùng năm, khi cô tuyên thệ nhậm chức Thượng nghị sĩ quốc gia. Kể từ đó, bà là thành viên của nhóm nghị sĩ Mặt trận Chiến thắng để ủng hộ Tổng thống, Cristina Fernández de Kirchner. Bà là phó chủ tịch của Ủy ban Y tế và Thể thao (phụ trách tổng thống) và là thành viên của Ủy ban Quốc phòng, Cơ sở hạ tầng, Nhà ở và Giao thông, Khai thác, Năng lượng và Nhiên liệu, Du lịch và Dân số. Nhiệm vụ của bà đã hết hạn vào ngày 10 tháng 12 năm 2009.
Ở tỉnh Córdoba, Giri là thành viên của Ban điều hành Hội đồng phụ nữ tỉnh và cũng là một thành viên tích cực của Nhóm hữu nghị nghị viện với người dân Hy Lạp. Từ năm 2005, bà là thành viên thường trực của Liên minh Nghị viện Thế giới.